# 莫比乌斯变换
在几何学里, 莫比乌斯变换是一类从黎曼球面映射到自身的函数。用扩展复平面上的复数表示的话，其形式为：
{\displaystyle f(z)={\frac {az+b}{cz+d}}}
其中 z, a, b, c, d 为满足 ad − bc ≠ 0的（扩展）复数。
莫比乌斯变换也可以被分解为以下几个变换：把平面射影到球面上，把球体进行旋转、位移等任何变换，然后把它射影回平面上。
莫比乌斯变换是以数学家奥古斯特·费迪南德·莫比乌斯的名字命名的，它也被叫做单应变换（homographic transformation）或分式线性变换（linear fractional  transformation）。

## 简介
莫比乌斯变换是定义在扩充复平面上的（扩充复平面是指在普通的复平面加入无穷远点构成的集合）
{\displaystyle {\widehat {\mathbb {C} }}=\mathbb {C} \cup \{\infty \}.}
扩充复平面可以看做是一个球面，它的另一个名称就是黎曼球面。每个莫比乌斯变换都是从黎曼球面到它自身的一一对应的共形变换。事实上，所有这样的变换都是莫比乌斯变换。
所有莫比乌斯变换的集合在函数复合作用下构成一个群，称为“莫比乌斯群”，记作 {\displaystyle {\mathcal {M}}({\widehat {\mathbb {C} }})}。这个群是黎曼球面（作为一个黎曼曲面）的自同构群，因此有时也被记作：
{\displaystyle {\mbox{Aut}}({\widehat {\mathbb {C} }})\,}.
莫比乌斯群同构于三维双曲空间中的保向等距同构群，因此在三维双曲空间中的子流形的研究中占有重要地位。

## 定义
莫比乌斯变换的常见形式为：
{\displaystyle f(z)={\frac {az+b}{cz+d}}}
其中a、b、c、d是任何满足 ad − bc ≠ 0 的复数（当ad = bc 的时候这个表达式退化成一个常数，通常约定常数函数不是莫比乌斯变换）。当c≠0 时，定义
{\displaystyle f(-d/c)=\infty } ，{\displaystyle f(\infty )=a/c;}
这样便将莫比乌斯变换扩展到整个黎曼球面上。
如果c=0，那么定义
{\displaystyle f(\infty )=\infty .}
这样定义后莫比乌斯变换就成为了黎曼球面上的一个一一对应的全纯函数。
由于对莫比乌斯变换的每一个系数乘上一个相同的系数{\displaystyle \lambda }后不会改变这个变换：{\displaystyle {\frac {\lambda az+\lambda b}{\lambda cz+\lambda d}}={\frac {az+b}{cz+d}}}，所以也有的定义中将ad − bc ≠ 0 的条件改成 ad − bc = 1. 这样的定义下得到的莫比乌斯变换可以说是“约简后”的莫比乌斯变换:22。

## 分解与基本性质
莫比乌斯变换的实质与反演密切相关。实际上，一个形如
{\displaystyle f(z)={\frac {az+b}{cz+d}}}
的莫比乌斯变换可以分解成四个变换:51：
1. {\displaystyle f_{1}(z)=z+d/c\!} （按d/c 做平移变换）；
2. {\displaystyle f_{2}(z)=1/z\!} （关于单位圆做反演变换然后关于实数轴做镜面反射）；
3. {\displaystyle f_{3}(z)=(-(ad-bc)/c^{2})\cdot z\!} （做关于原点的位似变换然后做旋转）；
4. {\displaystyle f_{4}(z)=z+a/c\!}（按a/c 做平移变换）。

这四个变换的复合就是莫比乌斯变换：
{\displaystyle f_{4}\circ f_{3}\circ f_{2}\circ f_{1}(z)=f(z)={\frac {az+b}{cz+d}}.\!}
在这种分解之下，我们可以清楚地看出莫比乌斯变换的不少基本性质。首先，由于以上分解中的每个变换都是可逆的（它们的逆变换也十分清楚），因此可以容易地看出，莫比乌斯变换的逆变换也是一个莫比乌斯变换，而且其表达式可以具体计算。具体来说，设变换函数{\displaystyle g_{1},g_{2},g_{3},g_{4}} ，其中每一个{\displaystyle g_{i}}都是相应的{\displaystyle f_{i}}的逆变换（反函数），
{\displaystyle g_{i}=f_{i}^{(-1)}}
那么莫比乌斯变换f的逆变换就是：
{\displaystyle f^{(-1)}(z)=g_{1}\circ g_{2}\circ g_{3}\circ g_{4}(z)={\frac {dz-b}{-cz+a}}}:51

### 保角性与保圆性
由于莫比乌斯变换可以分解为平移、反演、位似与旋转变换，因此能够保持所有反演变换的性质。一个基本的例子是保角性：由于平移、反演、位似与旋转变换都保持角度不变，因此两个复数（或向量）之间的幅角差（夹角）在经过莫比乌斯变换后不变。
此外，一个广义圆经过莫比乌斯变换后，仍会映射到一个广义圆。广义圆是指黎曼球面上的圆，包括普通的圆形和带无穷远点的直线（可以认为是一个半径无限大的圆）。这也是反演保持广义圆的结果。当然莫比乌斯变换并不是将圆映射到圆，将直线映射到直线，经过映射后直线可能变成圆，圆也可能变成直线。

### 复比不变性
莫比乌斯变换也可以保持复数的复比不变。设有四个两两不同的复数{\displaystyle z_{1},z_{2},z_{3},z_{4}}，对应扩充复平面上四个不同的点，它们经过莫比乌斯变换后变成{\displaystyle w_{1},w_{2},w_{3},w_{4}}四点，那么复比：
{\displaystyle {\frac {(z_{1}-z_{3})(z_{2}-z_{4})}{(z_{2}-z_{3})(z_{1}-z_{4})}}={\frac {(w_{1}-w_{3})(w_{2}-w_{4})}{(w_{2}-w_{3})(w_{1}-w_{4})}}.}
当 {\displaystyle z_{1},z_{2},z_{3},z_{4}} 中有一个或多个是无穷大时，复比就定义为相应逼近的极限。比如说当四个复数是 {\displaystyle z_{1},z_{2},z_{3},\infty } 时，复比就是：
{\displaystyle {\frac {(z_{1}-z_{3})}{(z_{2}-z_{3})}}.}

### 确定莫比乌斯变换
给定平面上三个不同点 {\displaystyle z_{1},z_{2},z_{3}}，存在着唯一的一个莫比乌斯变换{\displaystyle f}，使得{\displaystyle f(z_{1}),f(z_{2}),f(z_{3})} 分别等于 {\displaystyle 0,1,\infty }。这个莫比乌斯变换就是：
{\displaystyle f(z)={\frac {(z-z_{1})(z_{2}-z_{3})}{(z-z_{3})(z_{2}-z_{1})}}}
而由于对于另外的三个不同点 {\displaystyle w_{1},w_{2},w_{3}}，也唯一存在一个莫比乌斯变换{\displaystyle g}，使得{\displaystyle g(w_{1}),g(w_{2}),g(w_{3})} 分别等于 {\displaystyle 0,1,\infty }。因此，对于任意一组出发点 {\displaystyle z_{1},z_{2},z_{3}}，任意一组到达点 {\displaystyle w_{1},w_{2},w_{3}}，都唯一存在一个莫比乌斯变换，将{\displaystyle z_{1},z_{2},z_{3}} 分别映射到点 {\displaystyle w_{1},w_{2},w_{3}}。具体地说，这个变换就是{\displaystyle g^{(-1)}\circ f}:59-60。作为推论，如果一个莫比乌斯变换有三个不动点，那么它是恒等变换。

## 矩阵表示
莫比乌斯变换构成的莫比乌斯群{\displaystyle {\mathcal {M}}({\widehat {\mathbb {C} }})}和由二阶复可逆矩阵所构成的二阶复系数一般线性群{\displaystyle {\mathcal {GL}}_{2}(\mathbb {C} )}有同态的关系。事实上，考虑一个二阶的可逆矩阵：{\displaystyle A={\begin{pmatrix}a_{1}&a_{2}\\a_{3}&a_{4}\end{pmatrix}}}，其中{\displaystyle a_{1}a_{4}-a_{2}a_{3}\neq 0}，那么由矩阵的系数 {\displaystyle a_{1},a_{2},a_{3},a_{4}} 可以写出一个莫比乌斯变换：
{\displaystyle g_{A}:\;z\;\mapsto {\frac {a_{1}z+a_{2}}{a_{3}z+a_{4}}}}
而如果考虑映射：
{\displaystyle {\mathcal {GL}}_{2}(\mathbb {C} )\longrightarrow {\mathcal {M}}({\widehat {\mathbb {C} }})}
{\displaystyle \varphi :\,A\quad \mapsto \quad g_{A}}
则经过计算可以知道，{\displaystyle g_{AB}=g_{A}\circ g_{B}}，也就是说：
{\displaystyle \varphi (AB)=\varphi (A)\circ \varphi (B)}
因此{\displaystyle \varphi }是一个群同态:53。
注意到对所有的复数{\displaystyle \lambda }，{\displaystyle {\frac {\lambda a_{1}z+\lambda a_{2}}{\lambda a_{3}z+\lambda a_{4}}}={\frac {a_{1}z+a_{2}}{a_{3}z+a_{4}}}}，所以变换{\displaystyle g_{(\lambda A)}=g_{A}}。因此，可以将起始空间由一般线性群缩小到特殊线性群{\displaystyle {\mathcal {SL}}_{2}(\mathbb {C} )}。而由于有且仅有单位矩阵{\displaystyle \mathbf {Id} _{2}}和负单位矩阵{\displaystyle -\mathbf {Id} _{2}}在群同态{\displaystyle \varphi }下对应的莫比乌斯变换是恒等变换，所以{\displaystyle \varphi }的核是{\displaystyle \left\{\mathbf {Id} _{2},-\mathbf {Id} _{2}\right\}}。根据群同态基本定理，有以下群同构关系:23：
{\displaystyle {\mathcal {M}}({\hat {\mathbb {C} }})\cong {\mathcal {SL}}_{2}(\mathbb {C} ){\bigg /}\left\{\mathbf {Id} _{2},-\mathbf {Id} _{2}\right\}=\mathbb {P} {\mathcal {SL}}_{2}(\mathbb {C} )}
其中{\displaystyle \mathbb {P} {\mathcal {SL}}_{2}(\mathbb {C} )}为复平面上的射影特殊线性群。